# Бокс Бют
Окръг Бокс Бют (на английски: Box Butte County) е окръг в щата Небраска, Съединени американски щати. Площта му е 2792 km², а населението - 12 158 души (2000). Административен център е град Алайънс.